# Beissat
Beissat est une commune française située dans le département de la Creuse, en région Nouvelle-Aquitaine.

## Géographie

### Généralités

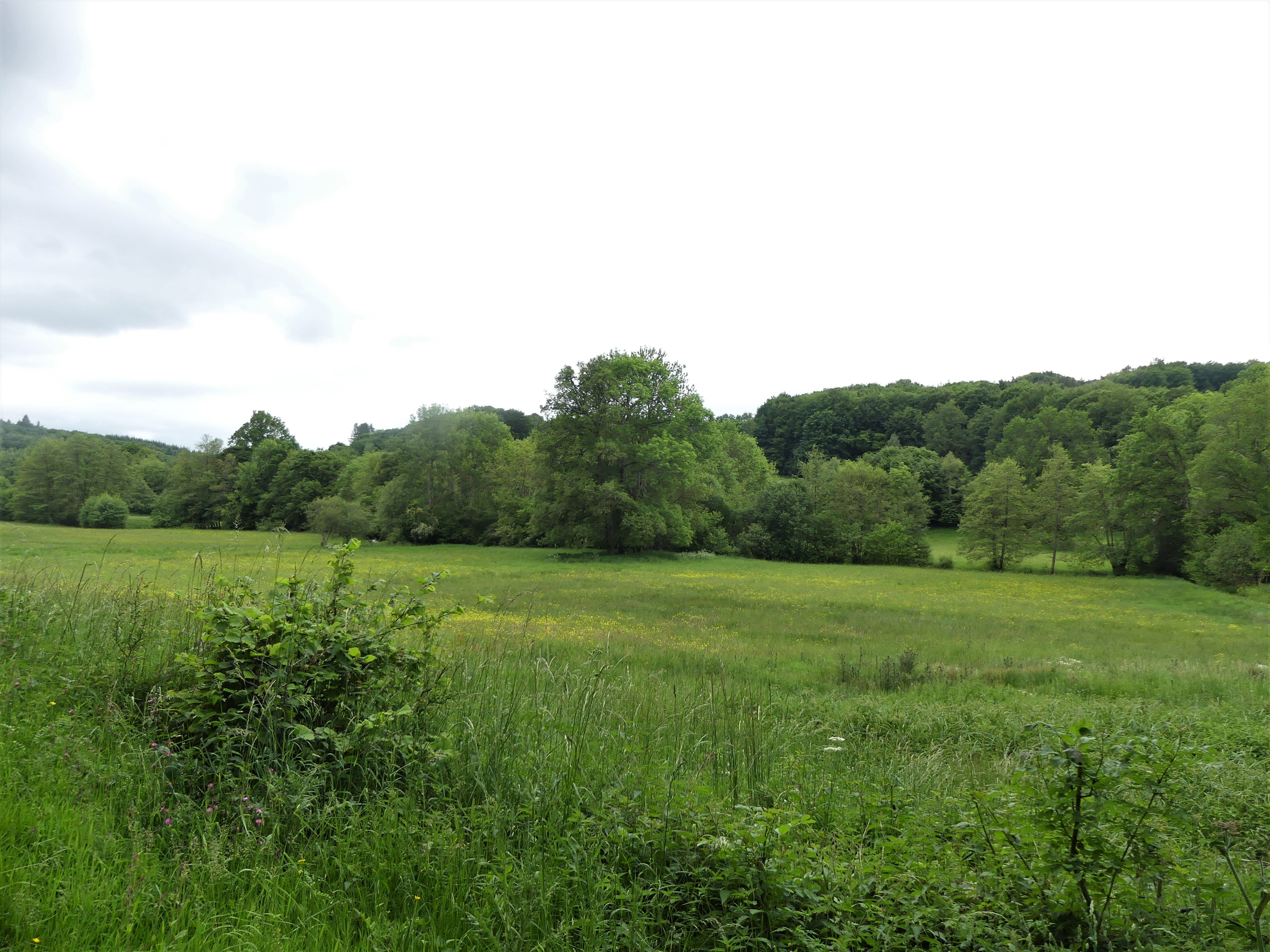
La vallée de la Rozeille en amont du bourg de Beissat.

Dans le quart sud-est du département de la Creuse, dans le parc naturel régional de Millevaches en Limousin, la commune de Beissat s'étend sur 14,49 km2. Elle est arrosée par la Rozeille et ses affluents, ainsi que par le ruisseau de la Gratte. Un kilomètre et demi en aval du bourg, la Rozeille est retenue au niveau du barrage de Beissat, situé sur la commune de Magnat-l'Étrange.
L'altitude minimale, 690 mètres, se trouve localisée à l'extrême nord, là où le ruisseau de la Gratte quitte la commune et entre sur celle de Magnat-l'Étrange. L'altitude maximale avec 886 mètres est située au sud-ouest, au puy de la Croix Louis.
En bordure de la route départementale (RD) 25, le bourg de Beissat est situé, en distances orthodromiques, vingt-deux kilomètres au sud-sud-est d'Aubusson.
La commune est également desservie par la RD 29 au sud-est.

### Communes limitrophes
Beissat est limitrophe de quatre autres communes. Au nord-est, le territoire communal n'est éloigné que de 300 mètres de celui de Saint-Agnant-près-Crocq.
|             | Magnat-l'Étrange          |          |
| La Courtine | Beissat                   | Malleret |
|             | Saint-Oradoux-de-Chirouze |          |

### Climat
Pour des articles plus généraux, voir Climat de la Nouvelle-Aquitaine et Climat de la Creuse.
Historiquement, la commune est exposée à un climat montagnard.  
En 2020, Météo-France publie une typologie des climats de la France métropolitaine dans laquelle la commune est exposée à un climat de montagne et est dans la région climatique  Ouest et nord-ouest du Massif Central, caractérisée par une pluviométrie annuelle de 900 à 1 500 mm, maximale en automne et en hiver.
Pour la période 1971-2000, la température annuelle moyenne est de 8,9 °C, avec une amplitude thermique annuelle de 14,8 °C. Le cumul annuel moyen de précipitations est de 1 147 mm, avec 13,3 jours de précipitations en janvier et 8,2 jours en juillet. Pour la période 1991-2020, la température moyenne annuelle observée sur la station météorologique la plus proche, située sur la commune de La Courtine à 8 km à vol d'oiseau, est de 9,3 °C et le cumul annuel moyen de précipitations est de 1 092,6 mm,. Pour l'avenir, les paramètres climatiques de la commune estimés pour 2050 selon différents scénarios d'émission de gaz à effet de serre sont consultables sur un site dédié publié par Météo-France en novembre 2022.

## Urbanisme

### Typologie
Au 1er janvier 2024, Beissat est catégorisée commune rurale à habitat très dispersé, selon la nouvelle grille communale de densité à 7 niveaux définie par l'Insee en 2022.
Elle est située hors unité urbaine et hors attraction des villes,.

### Occupation des sols
L'occupation des sols de la commune, telle qu'elle ressort de la base de données européenne d’occupation biophysique des sols Corine Land Cover (CLC), est marquée par l'importance des forêts et milieux semi-naturels (82,5 % en 2018), une proportion sensiblement équivalente à celle de 1990 (82,7 %). La répartition détaillée en 2018 est la suivante : 
forêts (68,4 %), prairies (16,1 %), milieux à végétation arbustive et/ou herbacée (14,1 %), zones humides intérieures (0,7 %), eaux continentales (0,7 %). L'évolution de l’occupation des sols de la commune et de ses infrastructures peut être observée sur les différentes représentations cartographiques du territoire : la carte de Cassini (XVIIIe siècle), la carte d'état-major (1820-1866) et les cartes ou photos aériennes de l'IGN pour la période actuelle (1950 à aujourd'hui).

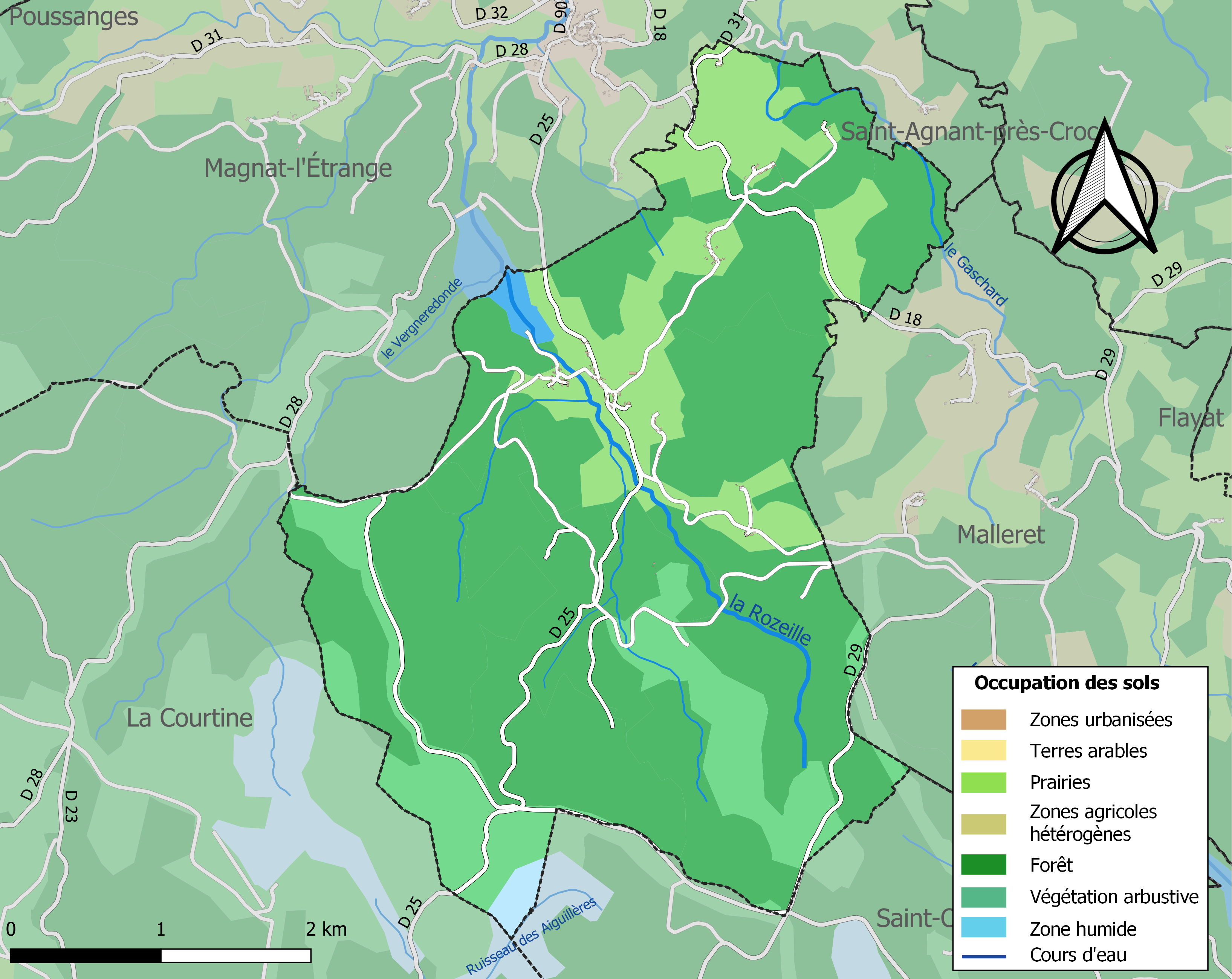
Carte des infrastructures et de l'occupation des sols de la commune en 2018 (CLC).

### Risques majeurs
Le territoire de la commune de Beissat est vulnérable à différents aléas naturels : météorologiques (tempête, orage, neige, grand froid, canicule ou sécheresse) et séisme (sismicité très faible). Il est également exposé à un risque particulier : le risque de radon. Un site publié par le BRGM permet d'évaluer simplement et rapidement les risques d'un bien localisé soit par son adresse soit par le numéro de sa parcelle.

#### Risques naturels

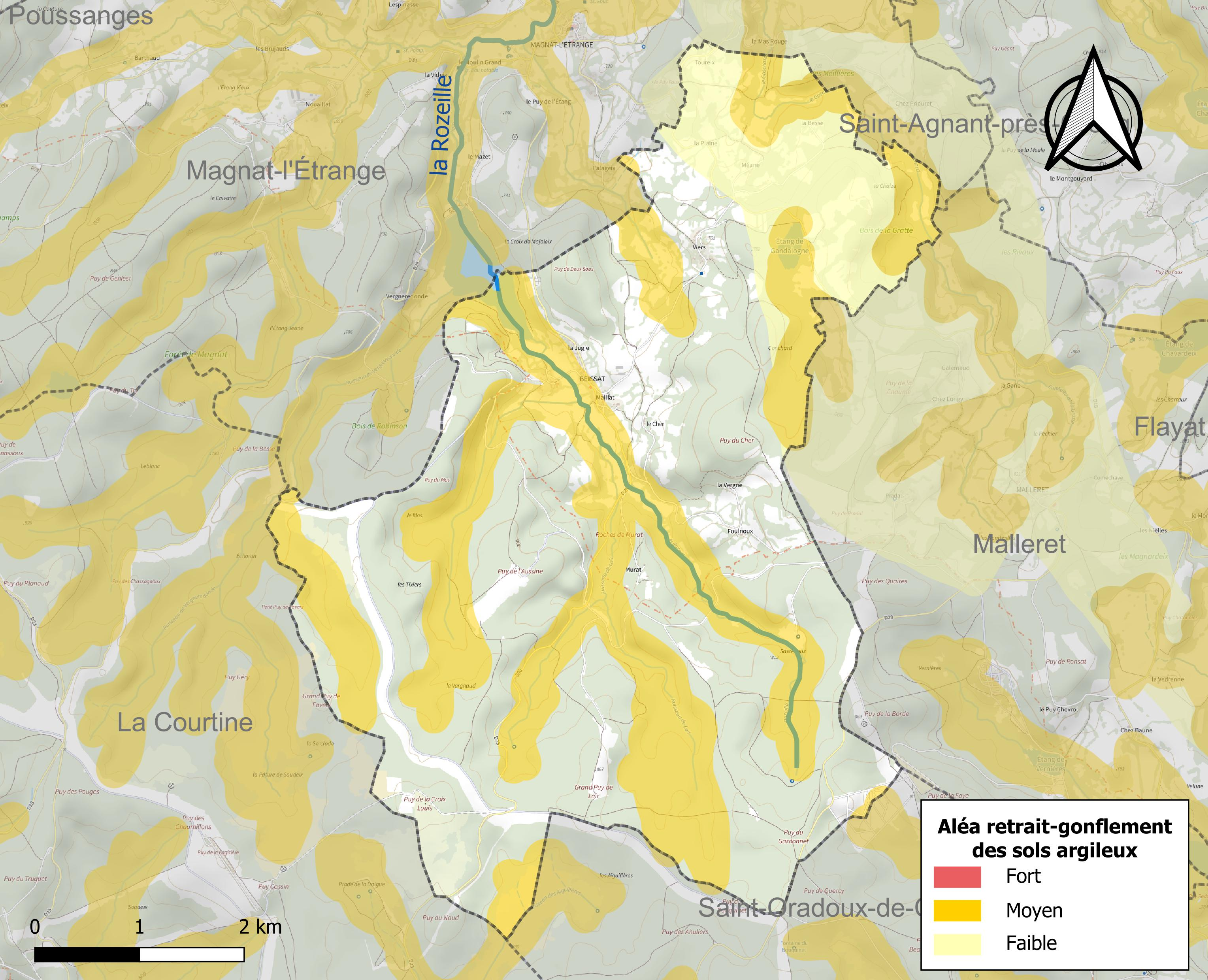
Carte des zones d'aléa retrait-gonflement des sols argileux de Beissat.

Le retrait-gonflement des sols argileux est susceptible d'engendrer des dommages importants aux bâtiments en cas d’alternance de périodes de sécheresse et de pluie. 36,8 % de la superficie communale est en aléa moyen ou fort (33,6 % au niveau départemental et 48,5 % au niveau national). Sur les 49 bâtiments dénombrés sur la commune en 2019, 10 sont en aléa moyen ou fort, soit 20 %, à comparer aux 25 % au niveau départemental et 54 % au niveau national. Une cartographie de l'exposition du territoire national au retrait gonflement des sols argileux est disponible sur le site du BRGM,.
Par ailleurs, afin de mieux appréhender le risque d’affaissement de terrain, l'inventaire national des cavités souterraines permet de localiser celles situées sur la commune.
La commune a été reconnue en état de catastrophe naturelle au titre des dommages causés par les inondations et coulées de boue survenues en 1982 et 1999. Concernant les mouvements de terrains, la commune a été reconnue en état de catastrophe naturelle au titre des dommages causés par des mouvements de terrain en 1999.

#### Risque particulier
Dans plusieurs parties du territoire national, le radon, accumulé dans certains logements ou autres locaux, peut constituer une source significative d’exposition de la population aux rayonnements ionisants. Certaines communes du département sont concernées par le risque radon à un niveau plus ou moins élevé. Selon la classification de 2018, la commune de Beissat est classée en zone 3, à savoir zone à potentiel radon significatif.

## Politique et administration

### Région
Beissat se situe en région Nouvelle-Aquitaine depuis 2016, celle-ci ayant remplacé les trois régions Aquitaine, Limousin — dont faisait partie la Creuse — et Poitou-Charentes.

### Département
Le département a été créé à la Révolution française, le 4 mars 1790 en application de la loi du 22 décembre 1789, essentiellement à partir de l'ancienne province de la Marche. Ses habitants sont appelés les Creusois.
Les conseillers départementaux sont élus dans le cadre des cantons pour une durée de six ans. Dans la Creuse, de 1973 à 2015, il y avait 27 cantons et donc 27 conseillers généraux. Depuis 2015, le nombre de cantons a baissé à 15, chacun d'entre eux élisant deux conseillers départementaux (une femme et un homme). Ces derniers élisent en leur sein le président du conseil départemental de la Creuse. Depuis 2015, c'est Valérie Simonet, conseillère départementale du canton d'Auzances, qui en est la présidente.

### La commune
À l'issue des élections municipales de mars et avril 2014, Gérard Rougier a été réélu maire de la commune par le nouveau conseil municipal.
| Période                                  | Période      | Identité           | Étiquette | Qualité  |
| ---------------------------------------- | ------------ | ------------------ | --------- | -------- |
| Les données manquantes sont à compléter. |              |                    |           |          |
|                                          |              |                    |           |          |
| avant 1988                               | ?            | Marcel Nioloux     |           |          |
|                                          |              |                    |           |          |
| mars 2001                                | juillet 2020 | Gérard Rougier     | DVG       | Retraité |
| juillet 2020                             | En cours     | Pierrick Louradour |           |          |

En 2007, les Beissatois et les Beissatoises ont très largement soutenu la candidate socialiste Ségolène Royal qui a ainsi obtenu 19 voix au premier tour, soit une majorité absolue avec un total de 51,35% des suffrages exprimés. On retrouvait ainsi le candidat de l'UDF, François Bayrou, en seconde position (7 voix; 18,92%) et Nicolas Sarkozy lui, occupait la troisième place (3 voix; 8,11%).
Le second tour a confirmé la tendance du premier puisque Ségolène Royal a obtenu 80,56% des suffrages exprimés (29 voix) là où Nicolas Sarkozy n'en a remporté que 19,44% (7 voix). On peut noter que le taux de participation de la commune au second tour était le plus élevé du département puisque 95,24% des inscrits se sont déplacés; ce qui en substance ne représentait que 40 personnes sur 42.
À l'issue de l'élection présidentielle de 2017, le candidat de la France Insoumise, Jean-Luc Mélenchon, est arrivé en tête du premier tour dans la commune avec 65,38% des suffrages exprimés (17 voix); son meilleur résultat dans le département. Il devançait de 13 voix Emmanuel Macron  (15,38%) et de 15 voix Marine Le Pen et François Fillon (ex æquo à 7,69%).
Le second tour s'est quant à lui soldé par la victoire d'Emmanuel Macron (16 voix, soit 69,57% des suffrages exprimés, contre 7 voix et 30,43% des suffrages exprimés pour Marine Le Pen).
Lors des élections européennes de 2019, les électeurs de Beissat ont une nouvelle fois favorisé la candidature insoumise puisque, Manon Aubry y a obtenu son meilleur score à l'échelle départementale (6 voix soit, 40,00% des suffrages exprimés). Elle devançait la marcheuse Nathalie Loiseau et le candidat du Rassemblement national, Jordan Bardella, de 3 voix chacun (ils étaient tous deux à 20,00%). Les trois suffrages valides restants se sont eux répartis comme ceci: 2 voix pour le fondateur de Génération.s, Benoît Hamon (13,33%), et 1 voix pour le candidat LR, François-Xavier Bellamy (6,67%).

## Démographie
L'évolution du nombre d'habitants est connue à travers les recensements de la population effectués dans la commune depuis 1793. Pour les communes de moins de 10 000 habitants, une enquête de recensement portant sur toute la population est réalisée tous les cinq ans, les populations de référence des années intermédiaires étant quant à elles estimées par interpolation ou extrapolation. Pour la commune, le premier recensement exhaustif entrant dans le cadre du nouveau dispositif a été réalisé en 2006.

En 2022, la commune comptait 30 habitants, en évolution de +20 % par rapport à 2016 (Creuse : −3,32 %, France hors Mayotte : +2,11 %).
| 1793 | 1800 | 1806 | 1821 | 1831 | 1836 | 1841 | 1846 | 1851 |
| ---- | ---- | ---- | ---- | ---- | ---- | ---- | ---- | ---- |
| 515  | 389  | 500  | 526  | 901  | 522  | 518  | 502  | 472  |

| 1856 | 1861 | 1866 | 1872 | 1876 | 1881 | 1886 | 1891 | 1896 |
| ---- | ---- | ---- | ---- | ---- | ---- | ---- | ---- | ---- |
| 439  | 438  | 436  | 450  | 438  | 423  | 448  | 436  | 431  |

| 1901 | 1906 | 1911 | 1921 | 1926 | 1931 | 1936 | 1946 | 1954 |
| ---- | ---- | ---- | ---- | ---- | ---- | ---- | ---- | ---- |
| 408  | 337  | 279  | 211  | 192  | 161  | 170  | 145  | 130  |

| 1962 | 1968 | 1975 | 1982 | 1990 | 1999 | 2006 | 2011 | 2016 |
| ---- | ---- | ---- | ---- | ---- | ---- | ---- | ---- | ---- |
| 110  | 94   | 75   | 62   | 41   | 31   | 33   | 34   | 25   |

| 2021 | 2022 | - | - | - | - | - | - | - |
| ---- | ---- | - | - | - | - | - | - | - |
| 28   | 30   | - | - | - | - | - | - | - |

Ceci en faisait la commune la moins peuplée de la région Nouvelle-Aquitaine en 2019. Avec moins de deux habitants au km², il s'agit aussi de la commune la moins densément peuplée du département.

## Culture locale et patrimoine

### Lieux et monuments
- Église Saint-Pierre-et-Saint-Paul du XIIIe siècle[27]. Elle est inscrite à l'Inventaire général du patrimoine culturel[27].
- Devant l'église, deux croix ont été érigées, l'une en pierre à côté du portail[28] et l'autre métallique, quelques mètres devant la façade occidentale[29].
- Le site des roches de Murat, environ 1 km au sud du bourg.

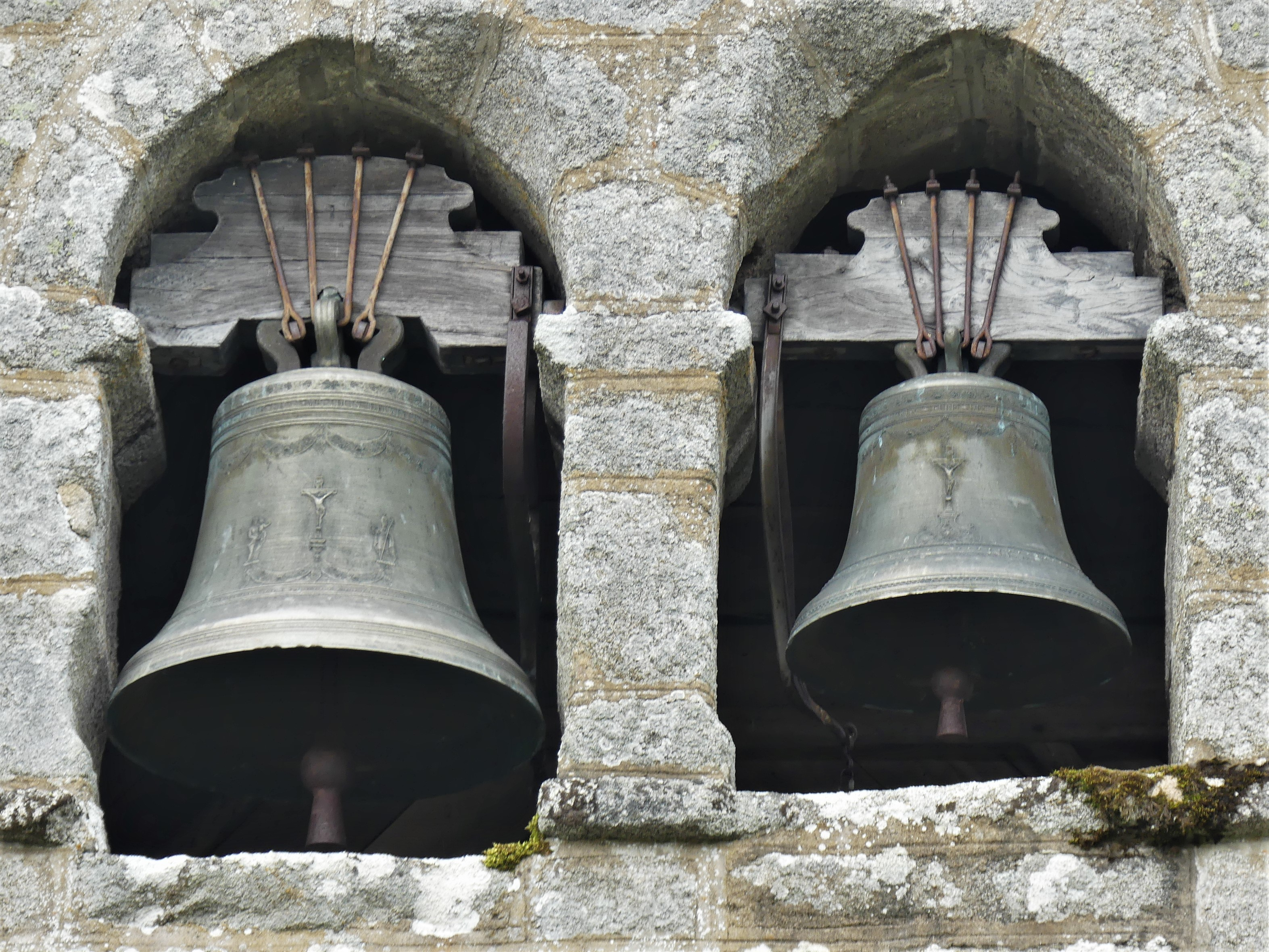
Les cloches de l'église.
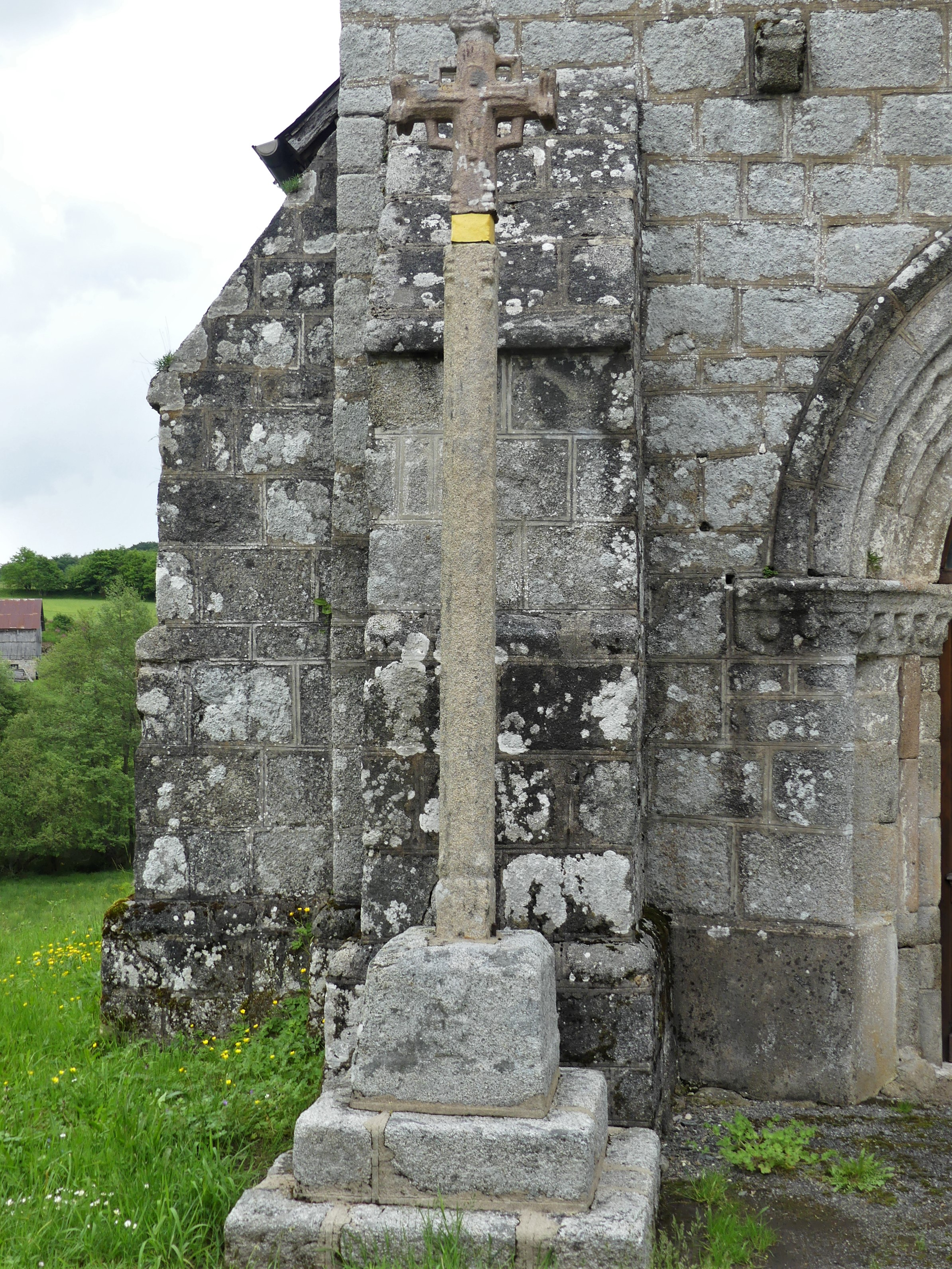
La croix de pierre à côté du portail de l'église.
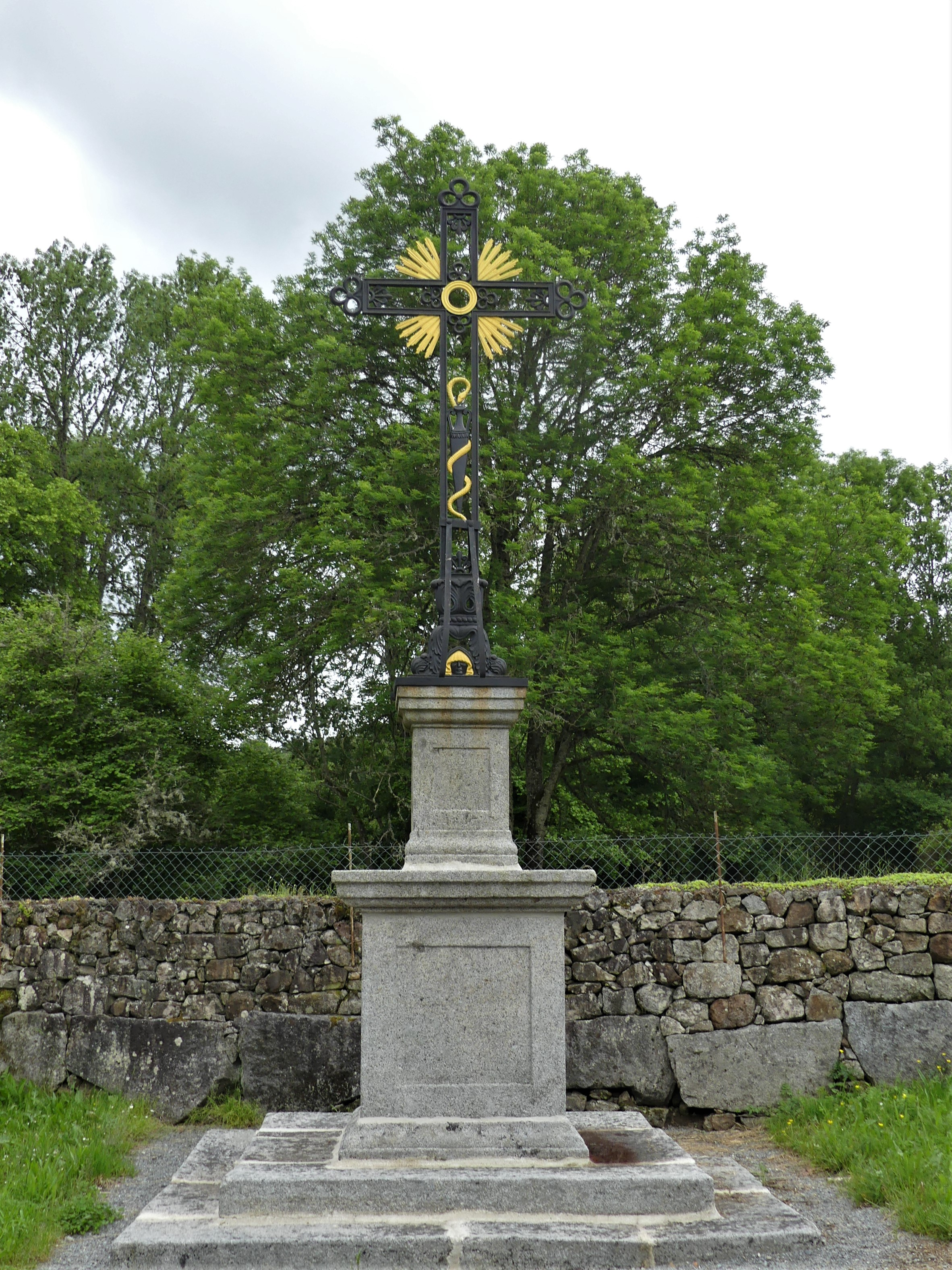
La croix métallique, devant la façade occidentale de l'église.
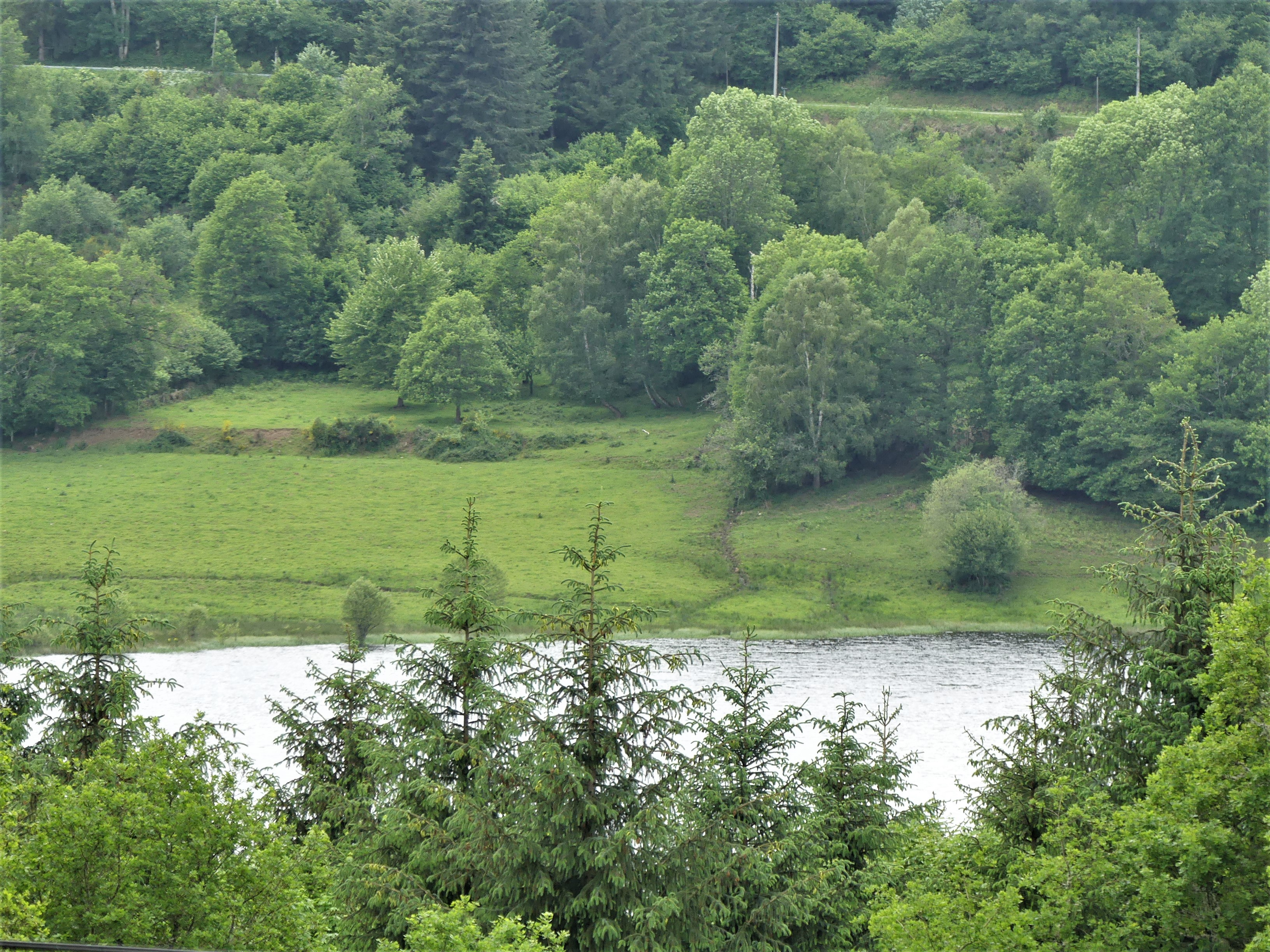
À Beissat, la retenue du barrage de Beissat.
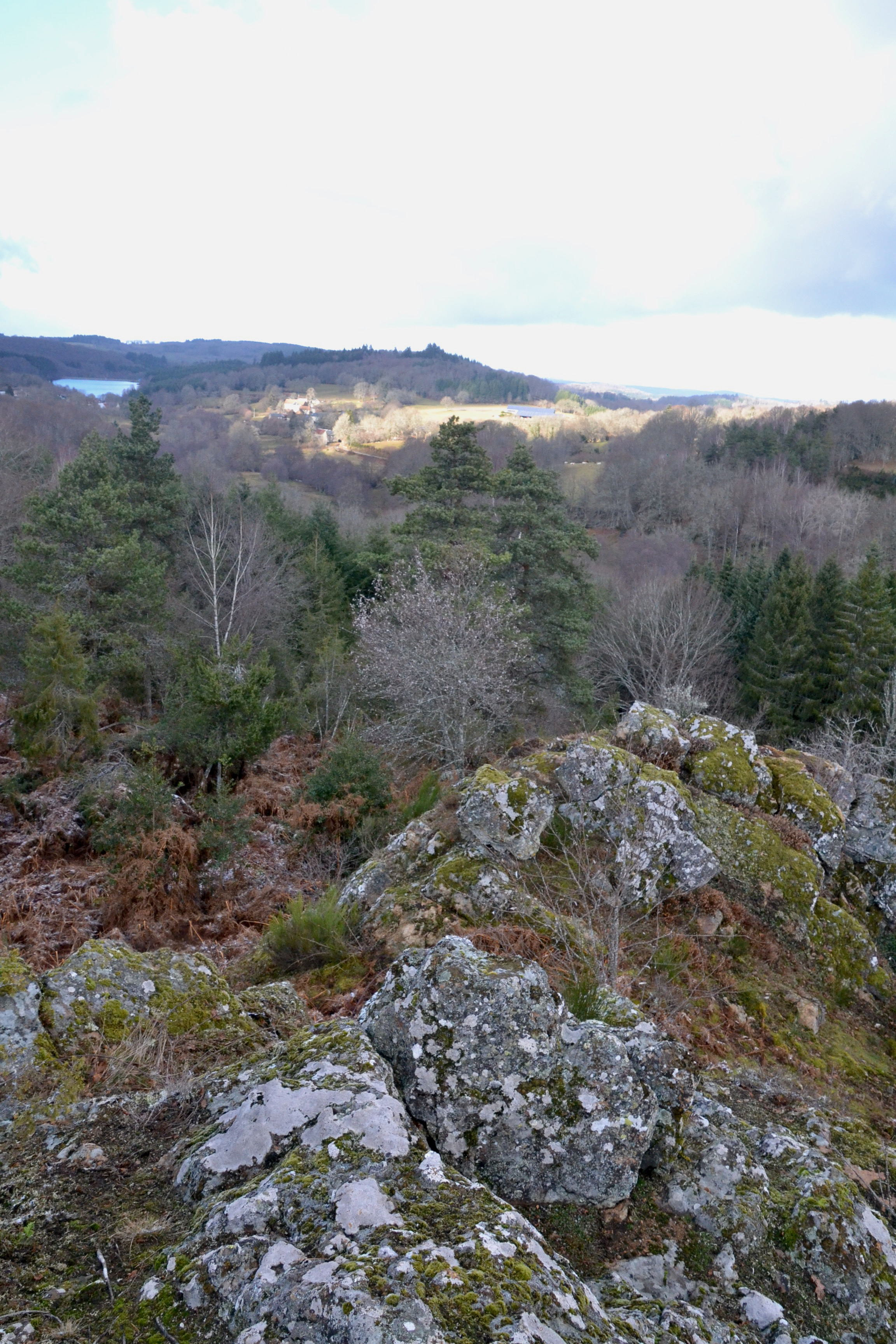
Les roches de Murat, surplombant le bourg et la retenue.

### Patrimoine oral
Le site des archives de l'IEO Lemosin donne accès aux enregistrements réalisés sur chaque commune.